# Richard Lewontin
Richard Charles "Dick" Lewontin (Nova Iorque, 29 de março de 1929 – 4 de julho de 2021) foi um matemático, biólogo evolucionista, professor de Zoologia na Universidade de Harvard e um dos dos principais geneticistas do mundo. Lewontin é uma das principais vozes que combatem o racismo científico. Ajudou a desenvolver as bases matemáticas da biologia populacional e teoria evolutiva. Foi pioneiro na noção de se usar técnicas de biologia molecular, tal como a eletroforese em gel para aplicar em questões relacionadas com a variação genética.
Num par de artigos escritos em conjunto com John Lee Hubby na revista Genetics, Lewontin ajudou a montar o cenário da disciplina moderna de evolução molecular.
Em 1979, junto com Stephen Jay Gould introduziu o termo "spandrel", na teoria evolutiva. Este termo significa uma característica biológica evoluída que aparece como resultado de modificações numa outra característica.
Lewontin opõe-se ao determinismo genético, especialmente como expresso alegadamente por pesquisadores na Genética do Comportamento.
Demonstrou a existência dos polimorfismos bioquímicos e junto com sua equipe iniciou o debate entre a evolução neutra e evolução adaptativa.